# Даріо Загора
Даріо Загора (хорв. Dario Zahora, нар. 21 березня 1982, Вуковар) — хорватський футболіст, що грав на позиції нападника.

## Клубна кар'єра
Даріо Загора почав займатися футболом у рідному Вуковарі. Під час облоги міста він разом із сім'єю покинув Вуковар і поїхав до Загреба, де в 1993 році почав грати в молодіжній команді ХАШК, а з 1994 року грав у юнацькій команді «Динамо». 2000 року для отримання ігрової практики був відданий в оренду у клуб другого дивізіону «Кроація Сесвете». Там він дебютував на дорослому рівні у другому дивізіоні Хорватії, забивши 15 голів у 24 матчах.
Дебютував за «Динамо» (Загреб) 2 травня 2001 року і поступово став основним гравцем, допомігши їй по два рази виграти чемпіонат, кубок та суперкубок країни. Загалом Загора взяв участь у 94 матчах чемпіонату, забивши 39 голів і був одним з головних бомбардирів команди, маючи середню результативність на рівні 0,41 гола за гру першості, а 17 квітня 2004 року в матчі 26-го туру чемпіонату проти «Рієки» (5:0) забив чотири голи.
Після чотирьох сезонів гри за загребське «Динамо» він був відданий в оренду словенському «Коперу», де з'явився 18 разів, забивши загалом 9 голів. У наступному сезоні він був відданий в оренду клубу «Славен Белупо», забивши 3 голи в 10 матчах, а у сезоні 2007/08 років грав за клуб «Домжале» у Словенії на правах оренди, де виграв чемпіонат і став найкращим бомбардиром ліги з 22 голами в 34 матчах. Потім він виступав на правах оренди за «Інтерблок», з яким теж став володарем Суперкубку Словенії.
14 березня 2009 року Загора був підписаний норвезьким «Русенборгом», цього разу уклавши з клубом повноцінний контракт. Він дебютував у Тіппелізі 19 квітня 2009 року, замінивши Ентоні Аннана в матчі проти «Одд Гренланд» (1:1). Він зіграв ще 4 матчі в чемпіонаті, жодного разу не забивши, однак виграв з командою золоті нагороди чемпіонату.
У 2010 році він підписав контракт з ізраїльським футбольним клубом «Бней-Сахнін», але і тут заграти не зумів, тому у квітні 2011 року після чотирьох років гри за кордоном, Загора повернувся до Хорватії, в столичну «Локомотиву». По завершенні сезону, на початку липня 2011 року, Загора знову виїхав за кордон і підписав контракт з болгарським «Локомотивом» (Пловдив). Втім хорват пробув у Пловдиві недовго, і після обопільного розірвання контракту з «Локомотивом» і близько тридцятиденної періоду без клубу Загора підписав контракт з «Осієком» 29 вересня 2011 року.
31 серпня 2012 року підписав контракт із друголіговим грецьким клубом «Ерготеліс». Він забив 8 голів за клуб у 32 матчах чемпіонату, після чого 4 липня 2013 року підписав контракт з «Іраклісом», іншим клубом цього дивізіону. Він забив у своєму дебютному за новий клуб у виїзній поразці проти «Кавали» (2:3) і загалом за сезон забив 9 голів чемпіонату, після чого завершив ігрову кар'єру.

## Виступи за збірні
1998 року дебютував у складі юнацької збірної Хорватії (U-15), загалом на юнацькому рівні взяв участь у 32 іграх, відзначившись 10 забитими голами.
Протягом 2002—2004 років залучався до складу молодіжної збірної Хорватії, з якою брав участь у молодіжному чемпіонаті Європи 2004 року в Німеччині, де Хорватія посіла останнє місце в групі, набравши лише одне очко. Всього на молодіжному рівні зіграв у 18 офіційних матчах.

## Титули і досягнення

### Командні
- Чемпіон Хорватії (1):

«Динамо» (Загреб): 2002/03
- Володар Кубка Хорватії (2):

«Динамо» (Загреб): 2001/02, 2003/04
- Володар Суперкубка Хорватії (2):

«Динамо» (Загреб): 2002, 2003
- Чемпіон Словенії (1):

«Домжале»: 2007/08
- Володар Суперкубка Словенії (2):

«Домжале»: 2007
«Інтерблок»: 2008
- Чемпіон Норвегії (1):

«Русенборг»: 2009

### Особисті
- Найкращий бомбардир чемпіонату Словенії: 2007/08 (22 голи)